# Apostolepis polylepis
Espèce
Statut de conservation UICN

 LC  : Préoccupation mineure
Apostolepis polylepis  est une espèce de serpents de la famille des Dipsadidae.

## Répartition et habitat
Cette espèce est endémique du Piauí en Brésil. Elle vit dans la caatinga et dans le cerrado.

## Publication originale
- Amaral, 1921 : Contribuicao para o conhecimento dos ofidios do Brazil. Parte I. Quatro noves espécies de serpentes brasileires. Anexos das Memórias do Instituto de Butantan, Secção de Ofiologia, vol. 1, no 1, p. 1-37.